# Heterostigma gonochorica
Heterostigma gonochorica är en sjöpungsart som beskrevs av Monniot 1965 . Heterostigma gonochorica ingår i släktet Heterostigma och familjen lädermantlade sjöpungar. Inga underarter finns listade i Catalogue of Life.